# Changwon
Changwon (em Coreano: 창원시; 昌原市; Changwon-si) ou Ch'angwon é uma cidade da Coreia do Sul, capital da província de Gyeongsang Sul (경상남도; 慶尙南道; Gyeongsangnam-do). O nome Ch'angwon vem da anterior forma de transliteração (sistema de McCune-Reischauer): Ch'angwŏn-shi.
A cidade tem uma área de 292,80 km² e uma população de 526.389 habitantes (2005). A sua aglomeração urbana tem cerca de 1,3 milhões de habitantes, incluindo a vizinha cidade de Masan (마산시; 馬山市; Masan-si). Fica situada 40 km a oeste da cidade metropolitana de Busan (부산광역시; 釜山廣域市; Busan Gwangyeoksi).
Changwon é a única cidade planeada da Coreia do Sul, tendo sido estabelecida em 1974 como um centro industrial e residencial, e futura capital provincial, por forma a substituir Busan. Ao contrário da generalidade das cidades coreanas, existem muitos parques e jardins em Changwon.
A cidade é organizada segundo os conceitos do Novo Urbanismo, sendo considerada uma das cidades mais sustentáveis atualmente.

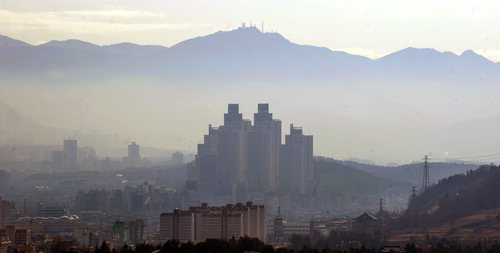
O centro da idade de Changwon.